# ان‌جی‌سی ۲۱۲
ان‌جی‌سی ۲۱۲ (انگلیسی: NGC 212) نام یک کهکشان عدسی در صورت فلکی سیمرغ است.